# Nhồi máu
Trong y học, nhồi máu là hoại tử mô do tắc nghẽn máu trong động mạch. Nó là đỉnh điểm của thiếu máu cục bộ.
Mặc dù nhồi máu có thể ảnh hưởng ở mọi cơ quan trong nhiều trạng thái bệnh lý, nó thường liên hệ chặt chẽ với xơ vữa động mạch. Khi mảng xơ vữa động mạch bị vỡ, trên bề mặt nó hình thành khối máu đông, làm tắc dòng máu và có thể tạo khối huyết tắc, gây nghẽn mạch máu khác tiếp theo.
Nhồi máu được chia làm hai loại: trắng (thiếu máu) và đỏ (xuất huyết). Các tạng đặc như tim, lách và thận bị nhồi máu do tắc nghẽn động mạch và có màu trắng hay tái. Nhồi máu ở phổi thường ở dạng xuất huyết hay đỏ.
Các bệnh có liên hệ với nhồi máu:
- Nhồi máu cơ tim
- Tai biến mạch máu não (80% do nhồi máu)
- Bệnh tắc động mạch ngoại biên gây hoại thư dẫn đến đoạn chi.

Các rối loạn mạch máu khác dẫn đến các dạng nhồi máu:
- Hội chứng kháng phospholipid
- Nhiễm khuẩn huyết
- Viêm động mạch tế bào khổng lồ (Giant-cell arteritis, GCA)

## Hình ảnh

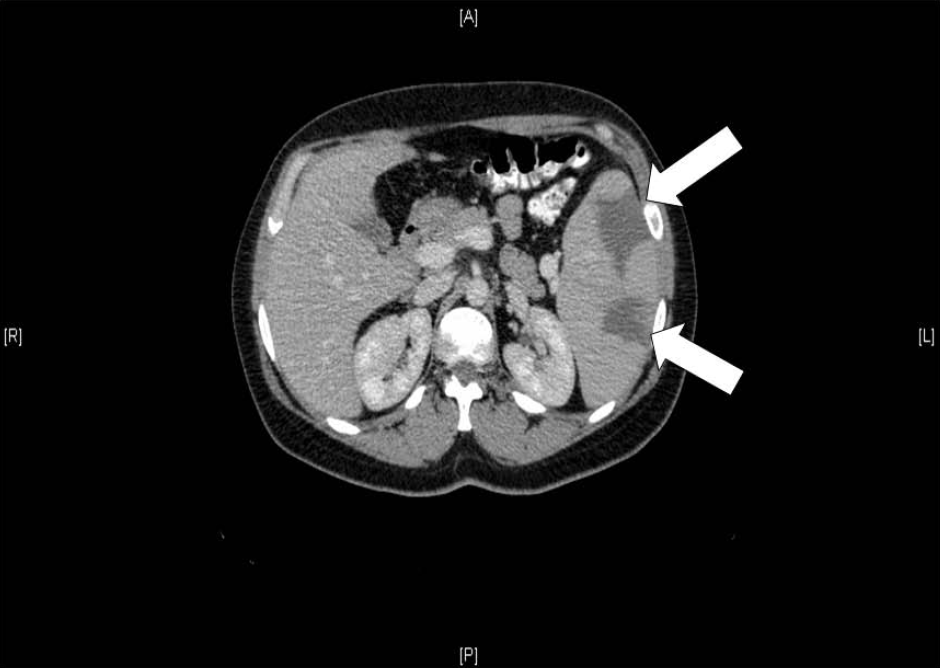
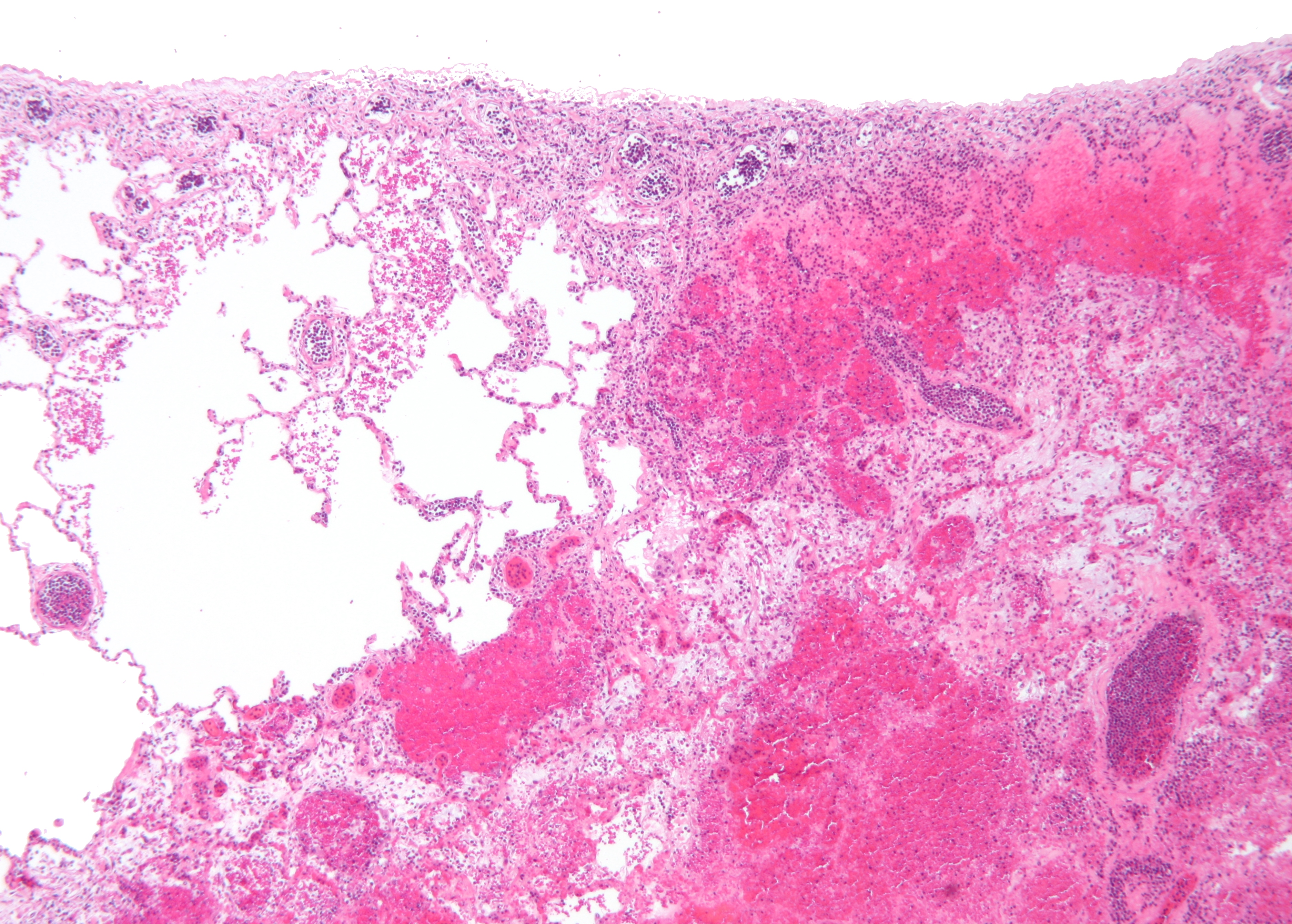
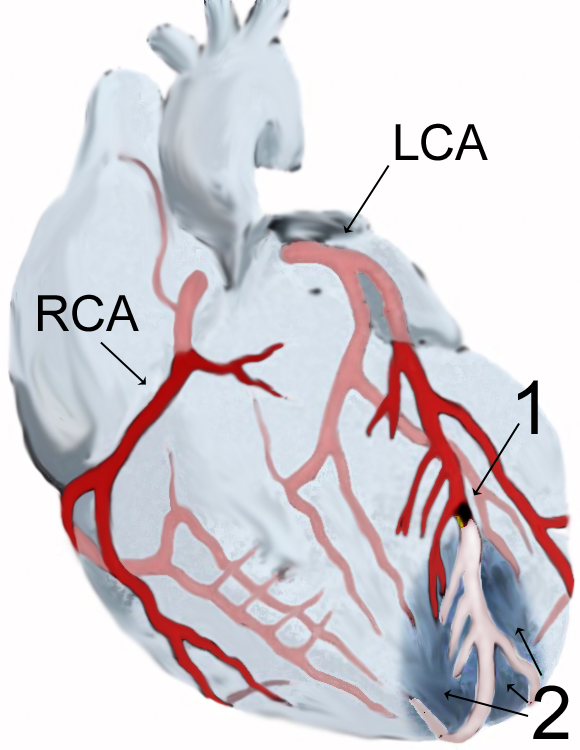
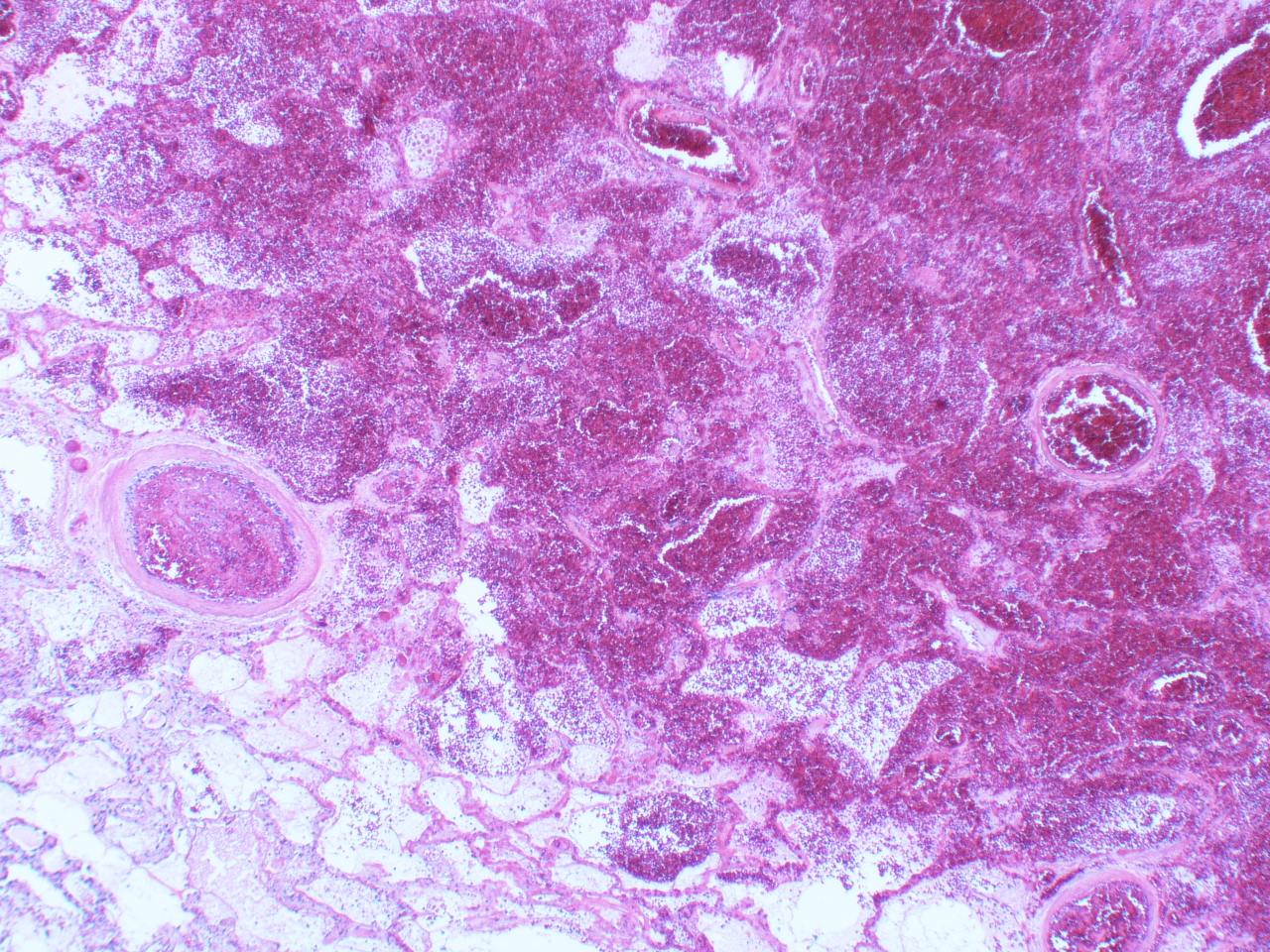